# Tipbil
En tipbil er et udtryk for en lastbil der kan tippe ladet.
Tipbiler brugtes i begyndelsen mest til entreprenørkørsel med grus og sten til byggeri og anlæg samt jord, brokker og andet affald fra byggepladserne. I dag bruges tipfunktionen også flere andre steder, for eksempel på pulvertanke.
Tippet var en stor arbejdsmiljømæssig gevinst for chaufførerne, der nu stort set slap for at skulle skovle læsset af bilen. Samtidigt blev kørslen mere effektiv, da en aflæsning nu kunne klares på få minutter i stedet for måske at tage timer.
De første tipbiler fungerede ved at man med et håndsving og wiretræk løftede forenden af ladet. Senere udvikledes flere systemer, hvoraf hydrauliske stempler er den løsning der klart har haft størst succes på verdensplan.

## Bagtip
Tipladet som det typisk ser ud i dag fungerer ved at en hængslet dobbeltramme monteres på lastbilens chassis. Den nederste ramme spændes fast til bilen med bolte, og den øverste ramme ligger ovenpå, fæstnet med hængsler i bagenden og styrebeslag i forenden. Beslagene skal sikre at ladet er stabilt under kørslen. Mellem de to rammer, eller mellem overrammen og chassiset monteres en eller flere tipcylindre (hydrauliske stempler), der enten løfter ladet direkte eller påvirker en slæde i et sæt skinner.

## Trevejstip
Et trevejstip er en modifikation af bagtippet. Visse steder fandt man det fordelagtigt at læsset kunne tippes til siden i stedet for bagud, for eksempel ved aflæsning på et smalt sted hvor man ikke kunne komme på tværs af vejen, eller hvis godset skulle tippes i en rende. Det var dog sjældent man havde opgaver hvor det kunne svare sig at bilen kun kunne tippe til siden.
Hængslerne bagtil er udformet som dobbeltrettede hængsler, hvor sideretningen normalt er låst med en bolt. De fleste lad er udformet så bolten fra bagenden flyttes til styrebeslaget diagonalt overfor. Herved låses ladet fast i hele den ene side i stedet for i bagenden, og de samme løftecylinbdre kan så tippe ladet til siden i stedet for bagud. Dette kræver dog at tipcylinderen er monteret på et kugleled i top og bund.
Hvis kun en låsebolt eller slet ingen bolte er i indgreb når ladet forsøges tippet, vil ladet løfte sig hvor der er mindst påvirkning. Dette medfører normalt at tiprammen drejer eller forskydes til siden, hvorved der kan komme store skader på bil og lad samt alt hvad der befinder sig indenfor rækkevidde.

## Højtip
Flere steder fandt man behov for at tippe til et punkt der var højere end køretøjets ladbund. Tidligere har man ikke besværet sig med dette problem, da man eksempelvis satte sække direkte fra bilen og over på en rampe, eller når grus eller korn skulle skovles over en kant en meter højere end ladbunden. Dette var almindelige forhold for chaufførerne, men da tippet blev opfundet, bemærkede man hurtigt hvor forholdsmæssigt besværligt det var de steder hvor det ikke kunne bruges.
Højtip til lastbiler bygges på tre måder, hvoraf den mest almindelige i princippet er to modsatrettede tiprammer. Her kan ladet tippes normalt, og hvis der er behov for højtip, kan bagenden af ladet løftes inden der tippes af. En anden måde er en såkaldt sakseopbygning af tipsystemet, hvor hængslede rammedele påvirker hinanden så et enkelt stempel kan løfte en flereledder opbygning. Den mest simple metode, som oftere ses i landbruget end i lastbilbranchen, er at ladet simpelthen hængsles i toppen i stedet for i bunden.